# ZG3 (駆逐艦)
|                                 | |
| 艦歴                            | |
| 発注:                           | ヤーロー社グラスゴー造船所 |
| 起工:                           | 1937年 |
| 進水:                           | 1938年3月3日 |
| 就役:                           | 1939年2月15日 |
| 退役:                           | |
| その後:                         | 1941年自沈処分後にドイツに鹵獲、修繕後にドイツ駆逐艦「ZG3」として就役。1943年5月3日に自沈処分 |
| 除籍:                           | |
| 性能諸元（（）内はZG3のデータ） | |
| 排水量:                         | 基準：1,350トン）（1,414トン） 常備：1,850トン |
| 全長:                           | 98.5m（101.2m） |
| 水線長:                         | 97.5m |
| 全幅:                           | 10.2m |
| 吃水:                           | 2.59m |
| 機関:                           | イギリス海軍式重油専焼三胴缶3基 ＋パーソンズ式ギヤード･タービン2基2軸推進 |
| 最大出力:                       | 34,000hp |
| 最大速力:                       | 36.0ノット（32ノット） |
| 航続距離:                       | 19ノット/4,800海里（重油：393トン） |
| 乗員:                           | 150名 |
| 兵装:                           | 竣工時：アームストロング 12cm（45口径）単装速射砲5基 3.7cm（83口径）単装機関砲4基 ヴィッカーズMark III 12.7mm（62口径）単装機銃2基 53.3cm四連装魚雷発射管2基 機雷20発 ドイツ海軍時：12.7ｃｍ（45口径）単装速射砲4基 3.7ｃｍ（83口径）単装機関砲4基 2ｃｍ（70口径）単装機銃4基 53.3cm四連装魚雷発射管2基 機雷75発 |

ZG3は、第二次世界大戦時にドイツ海軍が運用した駆逐艦である。元はギリシャ海軍のヴァシレフス・ゲオルギオス級駆逐艦の1番艦ヴァシレフス・ゲオルギオスで鹵獲後に就役させたものである。

## 艦歴

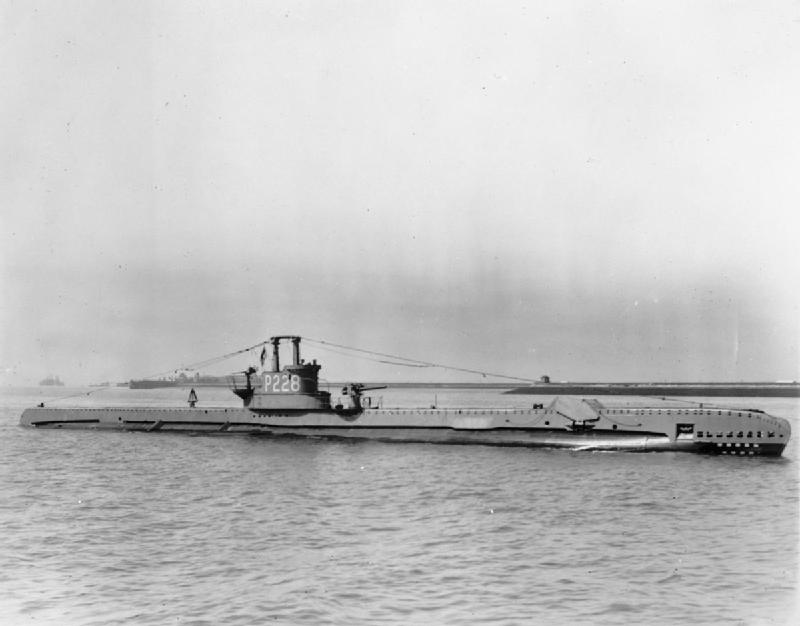
ZG3に撃沈されたイギリス潜水艦「スプレンディッド（HMS Splendid (P228)）」。

駆逐艦ヴァシレフス・ゲオルギオス。ヴァシレフス・ゲオルギオスは1941年4月14日に爆撃で損傷し、サラミス島で自沈した。ドイツはこれを修理して、1942年3月21日にZG3として就役させた。8月22日にはヘルメス（Hermes）と命名され、就役後は、地中海で護衛や機雷敷設などに従事した。
1942年11月16日、エーゲ海でギリシャ潜水艦「トリトン（Triton）」を探知。駆潜艇「UJ2102」がトリトンを撃沈した。
1943年4月21日、サレルノからポッツオーリへ向かっていた「ヘルメス」はカプリの南南西約3マイルで潜望鏡を発見。ソナーで目標をとらえて8時43分から9時24分まで爆雷攻撃を行った（爆雷43発消費）後、浮上したイギリス潜水艦「スプレンディド」を砲撃で沈めた。
1943年4月30日、イタリア海軍のナヴィガトーリ級駆逐艦「レオーネ・パンカルド」、フォルゴーレ級駆逐艦「ランポ」と共にチュニジアへの兵員などの輸送中にボン岬沖で連合軍の爆撃により大破。5月7日、チュニジアのラ・グレットで閉塞船として沈められた。